# Aceglutamida
La Aceglutamida es un psicoestimulante y nootropico utilizado para mejorar la memoria y la concentración. Químicamente, se trata de acetilo derivado del aminoácido L-glutamina.
La sal aceglutamida de aluminio - también conocida como KW-110 y Glumal - es eficaz en el tratamiento de úlceras.
La droga también puede utilizarse como una fuente líquida y estable de glutamina para impedir problemas de desnutrición por deficiencia de proteínas.